# Konzil von Arles (353)
Das Konzil von Arles oder die Synode von Arles war eine regionale, gallische Provinzialsynode im Jahr 353, welche während der fortdauernden kirchlichen Auseinandersetzungen um den so genannten ‚Arianismus‘ und nach Erreichen der Alleinherrschaft über das ganze Römische Reich von Kaiser Constantius II. einberufen worden war. Es wird von den heutigen Kirchen nicht anerkannt.
Wahrscheinlicher Hintergrund der Synode in Arles war einerseits der Versuch des seit Mai 352 amtierenden Bischofs von Rom, Liberius, auf einer Synode die Rechtgläubigkeit des umstrittenen alexandrinischen Bischofes Athanasius von Alexandria, des wohl vehementesten und einflussreichsten ‚Arianismus‘-Gegners, feststellen zu lassen. Zuvor hatte Liberius Briefe sowohl aus Alexandria erhalten, dort hatte sich eine Synode mit 80 Bischöfen für Athanasius ausgesprochen, wie auch von einer Synode in Antiochia, die Athanasius als Bischof von Alexandria für abgesetzt erklärt hatte. Wohl in diesem Zusammenhang hatte Kaiser Constantius II. im Mai 353 Athanasius an den kaiserlichen Hof nach Mailand geladen. Nachdem eine rein regionale Kirchen-Synode in Rom unter der Regie von Liberius 353 Athanasius für rechtgläubig erklärt hatte, auf welcher Athanasius trotz Einladung übrigens nicht erschienen war, hatte Liberius zwei Beauftragte zum inzwischen in Arles weilenden Kaiser Constantius II. mit der Bitte um die Einberufung einer offiziellen General-Synode wegen der Feststellung der Rechtgläubigkeit von Athanasius geschickt.
Als weiterer Hintergrund der Synode in Arles kann gelten, dass Constantius II. wenige Monate zuvor, im Sommer 353, endgültig den Usurpator Magnentius in Gallien besiegt hatte und nach vermeintlichen und tatsächlichen Anhängern des Usurpators zwecks Bestrafung suchen ließ. Vermutlich bestand beim Kaiser bereits ein Verdacht gegen Athanasius, wie gegen weitere Bischöfe, als vermeintlichen Anhänger von Magnentius, da Athanasius schon seit Jahren gegen alles, was seiner Meinung nach irgendwie ‚arianisch‘ aussah, als christliche Häresie bekämpfte, darunter beispielsweise vielfach auch die theologische Richtung von Kaiser Constantius’ II. Kirchenpolitik. Constantius II. lehnte in Arles die von Liberius gewünschte Generalsynode letztlich ab. Nachdem nun Athanasius auch in Arles nicht erschienen war, verstärkte sich der Verdacht gegen Athanasius als Anhänger des früheren Usurpators Magnentius. Constantius II. berief schließlich für den Herbst 353 eine Provinzialsynode nach Arles ein. Athanasius wurde in der Synode in Arles auf Betreiben des Kaisers schließlich als Bischof abgesetzt bzw. in Arles ein Edikt verabschiedet, das u. a. die Anerkennung der Absetzung von Athanasius durch die Synode von Tyros (335) mit zum Inhalt hatte.
Geleitet wurde es wohl von den Bischöfen Ursacius von Singidium (Belgrad) und Valens von Mursa. Den versammelten Bischöfen in Arles wurde eine Entwurf des Kaisers präsentiert, der eine Verurteilung des Athanasius von Alexandria enthielt. Die beiden Legaten des Liberius schlugen vor, dass es zuerst eine theologische Diskussion geben solle. Constantius ging so weit, dass er ein Edikt herausgab, das jeden Bischof, der nicht für das Urteil gegen Athanasius stimmte, mit Verbannung bedrohte. Sämtliche anwesenden Bischöfe unterschrieben, mit Ausnahme von Paulinus von Trier, der sofort nach Phrygien verbannt wurde, wo er bald starb.